# 椋木Nanatsu
椋木Nanatsu（／ Mukunoki Nanatsu），一译椋木七津、椋木菜夏（哔哩哔哩漫画），是一位日本漫畫家和插畫家。

## 作品

### 漫畫
- 《狐仙的戀愛入門》（KADOKAWA《月刊少年Ace》2013年5月增刊號－2013年10月增刊號）

- 《天真無邪的魔女與我的日常》（KADOKAWA《Young Ace》2015年2月號－2015年5月號）

- 《天使降臨到我身邊！》（一迅社《Comic百合姬》2017年1月號－2025年6月號[2]）

### 選集
- 《輕鬆百合 漫畫選集 VOL.2》（一迅社，2011年9月24日，ISBN 9784758006538[3]）

## 外部連結
- 椋木ななつ的pixiv
- 椋木ななつ的X（前Twitter）